# Acnemia flavicoxa
Acnemia flavicoxa är en tvåvingeart som beskrevs av Freeman 1951. Acnemia flavicoxa ingår i släktet Acnemia och familjen svampmyggor. Inga underarter finns listade i Catalogue of Life.